# Ribeira do Paul
Ribeira do Paul är ett vattendrag i Kap Verde.   Det ligger i kommunen Concelho do Paul, i den nordvästra delen av landet, 290 km nordväst om huvudstaden Praia. Ribeira do Paul ligger på ön Santo Antão.